# Manganato de potasio
El manganato de potasio es un compuesto químico de aspecto cristalino rombico, además es higroscópico, corrosivo y estable en condiciones ambientales secas (K2MnO4). Esta sal de color verde es un intermedio en la síntesis industrial del permanganato de potasio, un producto químico común. A veces, el manganato de potasio suele ser confundido con el permanganato de potasio, pero ambos son compuestos diferentes con propiedades distintas.

## Síntesis
El K2MnO4 es una sal formada por cationes K+ y aniones MnO42-. La cristalografía de rayos X muestra que el anión tiene geometría tetraédrica, con distancias Mn-O de 1.66 Å, unos 0.03 Å más largo que las distancias Mn-O del permanganato de potasio.

## Usos
Tiene su principal uso en la industria textil así como en el tratamiento de aguas residuales y el control de olores y bacterias
- Datos: Q941691
- Multimedia: Potassium manganate / Q941691